# Domenico Spanò Bolani
Domenico Spanò Bolani (* 12. April 1815 in Reggio di Calabria; † 29. Juni 1890 ebenda) war ein italienischer Politiker, Historiker und Autor eines Buches über die Geschichte von Reggio von der Antike (15. Jahrhundert v. Chr.) bis 1797 n. Chr. Er war Mitglied des Parlaments des Königreichs Italien und Bürgermeister von Reggio sowohl im Königreich beider Sizilien als auch im neu gegründeten Königreich Italien.

## Werke (Auswahl)
- Storia di Reggio di Calabria.[3]
- Stanze di Domenico Spanò Bolani. dalla stamperia di Domenico Siclari, 1861.[4]